# 大阪港湾局
大阪港湾局（おおさかこうわんきょく）は、大阪港の港湾管理者である大阪市と堺泉北港他7港の港湾管理者である大阪府の内部組織を統合し、大阪市と大阪府が共同設置する部局。港湾の規模の違いもあって、大阪府ではなく大阪市が幹事団体となる。

## 組織
2019年12月に大阪市会と大阪府議会で大阪港湾局の設置議案が可決され、大阪市の港湾局と大阪府の港湾局の業務を統合した部局として2020年10月1日に発足した。職員数約700人。
法的な位置づけとしては、地方自治法（昭和22年法律第67号）第252条の7第1項の規定により、共同して、同法第158条第１項に規定する内部組織を設置するもの。従って港湾管理者は変更されない。
| 港湾管理者 | 港湾名                                                                      |
| ---------- | --------------------------------------------------------------------------- |
| 大阪市     | - 大阪港                                                                    |
| 大阪府     | - 堺泉北港 - 阪南港 - 二色港 - 泉佐野港 - 泉州港 - 尾崎港 - 淡輪港 - 深日港 |

港湾局の職員の給与及び通勤に係る費用弁償は、港湾局の職員になったときに当該職員が属する地方公共団体の条例及び規則の規定に基づき支給される額を、大阪市が支給する。港湾局に関する経費は、府市が負担し、当該負担すべき額は、知事及び市長の協議により定める。大阪府は、負担金を大阪市に交付しなければならない。